# Campylia nudara
Campylia nudara là một loài ruồi trong họ Tachinidae.